# Sanjuanes (Coria)
Los Sanjuanes es un festejo popular taurino que se celebra en la localidad de Coria (Provincia de Cáceres) del 23 al 28 de junio con motivo de la festividad local en honor de San Juan Bautista. 

## Origen de las fiestas
El origen proviene de los Vetones.

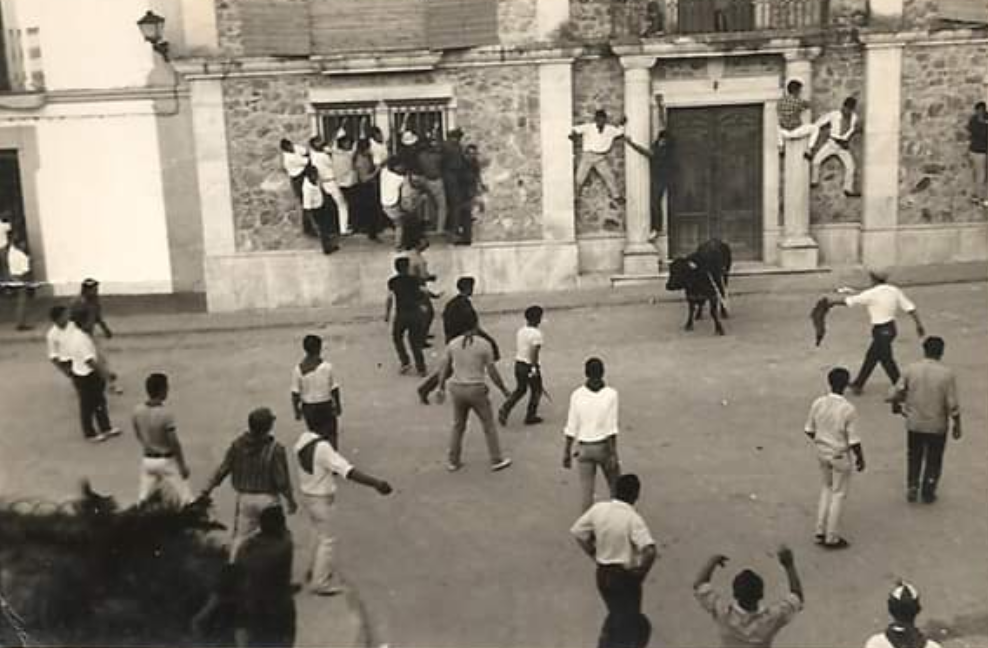
Toro en coria

Desde el Siglo VIII a. C., en Coria (antes denominada "Cauria") ya se realizaban ritos religiosos con motivo del Solsticio de verano que giraban alrededor de la figura del toro y del fuego.
A partir del siglo V comenzaron a hacer coincidir esta festividad con San Juan, aunque ya siglos antes se hacía alrededor de esa fecha.
En el siglo XIII se realizaba un traslado a caballo de los toros desde fuera de la ciudad hasta dentro del casco urbano, donde aprovechaban los mozos de la tierra para poder correr delante de los animales por sus calles.
En el siglo XVI se empiezan a celebrar los festejos en la Plaza Mayor, aunque se mantenía la tradición de correr delante de las reses por el recinto amurallado que rodeaba el casco urbano.
En 1593 se prohibió el hecho de correr los toros en espacios cerrados, y no fue hasta 1606 que se levantó dicha prohibición, permitiendo continuar con estos tradicionales festejos.

## Descripción del festejo

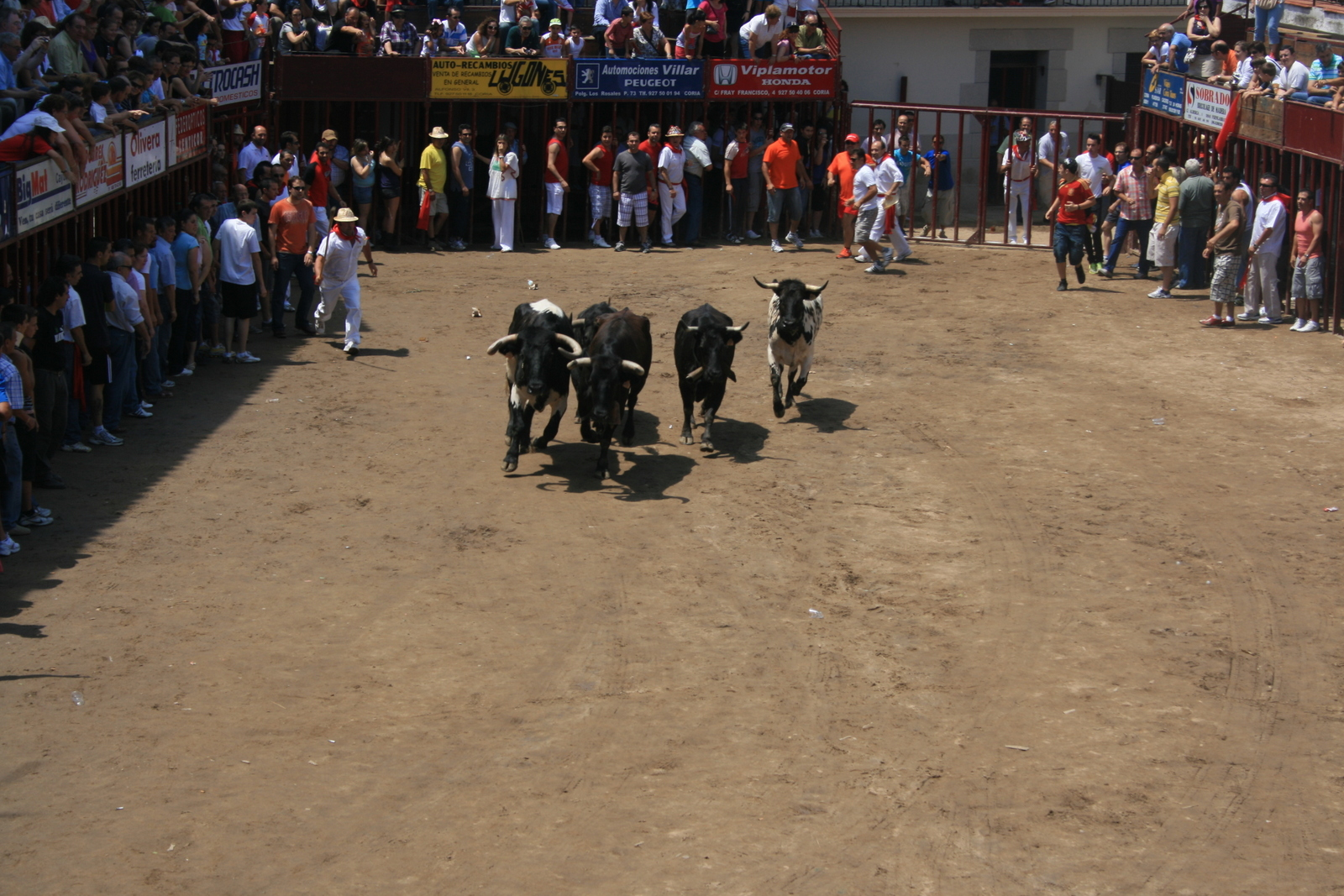
Encierro llegando a la Plaza Mayor

El 23 de junio se realiza la llegada de los bueyes a caballo desde los corrales, situados a las afueras de la ciudad, hasta la plaza mayo del municipio. Durante este recorrido, se cruza el Río Alagón, conmemorando el camino que seguían antiguamente para llevar a los toros a la ciudad.
Ese mismo día, a las 22 horas, en la Plaza Mayor se realiza la "Quema del Capazo", que consiste en la preparación y posterior encendido de una hoguera alrededor de la cual la gente baila durante toda la noche hasta que se apaga. En ese momento es cuando empiezan oficialmente los Sanjuanes.
Entre el 24 y 28 de junio se realizan los Encierros y las tradicionales Capeas por las calles del pueblo, soltando, en total, alrededor de 12 toros. Los toros se corren durante hora y media por el recinto amurallado de la ciudad antigua y se les da muerte con un disparo de escopeta.
En 2019 un nuevo acto taurino se sumó al conjunto de actividades que se realizan alrededor de esta celebración; la final del desafío nacional de escuelas taurinas "Ciudad de Coria", que se celebra el 29 de junio.
Además de los actos previamente enumerados, también se celebran conciertos, eventos deportivos, espectáculos, actos culturales..

## Peñas
Las Peñas son el eje principal de los actos taurinos de los San Juanes, ya que aportan más de la mitad de los toros que se sueltan en los mismos. En este sentido, cabe hacer referencia a las siguientes:
- Junta de Defensa, aporta los toros de 25 de junio. Se creó en el año 1915[12]
- Juventud Cauriense, aporta el toro de 26 de junio. Se creó en el 1961
- Peña el 27, aporta el toro del 27 de junio. Se creó en 1968
- Peña La Geta.[13]
- Peña El 13
- Peña La Tercera Campanada

Además de las peñas enumeradas anteriormente, en previas ediciones también existían otras que en la actualidad han desaparecido. Estas son:
- Los Vikingos
- Los Simios
- Viva la gente
- El Zoo

## Reconocimientos
- En el año 1970 fue declarado de interés turístico provincial y más tarde nacional.[14]
- En 2013 la Junta de Extremadura declaró los San Juanes como "Festejos taurinos populares tradicionales".[15]
- En 2020 esta fiesta recibió un reconocimiento por parte de la localidad de Betxi (Castellón).[16][17]